# Ranza Clark
Ranza Clark (verheiratete Boileau; * 13. Dezember 1961 in Calgary) ist eine ehemalige kanadische Mittelstreckenläuferin.
1983 siegte sie bei den Panamerikanischen Spielen in Caracas über 1500 m und gewann Silber über 800 m.
Bei den Olympischen Spielen 1984 erreichte sie über 800 m das Halbfinale.
1989 wurde sie Kanadische Meisterin über 800 m.

## Persönliche Bestzeiten
- 800 m: 2:01,76 min, 16. Juli 1984, Burnaby (gemischtes Rennen: 2:00,9 min, 23. Juni 1989, Eugene)
- 1500 m: 4:07,50 min, 26. August 1984, Köln
- 1 Meile: 4:42,8 min, 27. Mai 1982, Corvallis